# Maja Katić
Maja Katić (Zagreb, 22. travnja 1982.), hrvatska kazališna, televizijska i filmska glumica.

## Filmografija

### Televizijske uloge
- "Mamutica" kao Ivka (u mladim danima) (2010.)
- "Sve će biti dobro" kao Vesna Matić (2008.)
- "Ponos Ratkajevih" kao Tereza Macan (2007. – 2008.)

### Filmske uloge
- "Neke druge priče" kao gost na partiju (2010.)

### Kazališne uloge
- 2005. Lana Šarić: Meso, režija: Lana Šarić, FABRICA
- 2005. Miroslav Krleža: Balade Petrice Kerempuha, režija: Boris Svrtan, ADU/Gavella
- 2005. Ivica Kunčević (po motivima M. Cervantesa): Don Quijote, režija: Ivica Kunčević, Dubrovačke ljetne igre
- 2006. Maja Sviben: Točka izvorišta, režija: Mario Kovač, KUFER
- 2006. Mario Kovač: Neandertalix, režija: Marina Petković, Tigar Teatar, Zagreb
- 2006. Danil Harms: Cirkus Šardam, režija: Mario Kovač, Tigar Teatar, Zagreb
- 2007. Johann Wolfgang Goethe: Patnje mladog Werthera, režija: Damir Mađarić, HNK Varaždin/KULT
- 2007. Erich Kastner: Blizanke, režija: Oliver Frljić, Dječje kazalište Dubrava, Zagreb
- 2008. Vladimir Nazor: Bijeli jelen, režija: Ivana Peroš, Lutkarska scena Ivana Brlić Mažuranić, Zagreb
- 2009. Marina Petković Liker: Raditi! Raditi.../Pokušaji 6,9,11,. režija: Marina Petković Liker, Teatar ITD
- 2010. Dario Harjaček: In Camera, režija: Dario Harjaček, Teatar ITD

### Sinkronizacija
- "Violetta" kao Jackie Saenz (2016.)
- "Avioni 1" kao Ishani (2013.)
- "Moj ljubimac Marmaduke" kao Debbie Winslow (2010.)
- "Čudovišta iz ormara" kao Ljilja (2009.)
- "Horton" kao Sajla (2008.)
- "101 dalmatinac" kao Anita (2008.)
- "WALL-E" kao Eva (2008.)
- "Moomini" kao Hrkica (2006.)
- "Bratz" (2006.)
- "Scooby-Doo: Pitati dolaze" kao Sunčica Oblačić (2006.)
- "Ledeno doba 2" kao mini ljenivica (2006.)
- "Sezona lova 1" kao Beti (2006.)
- "Tuttenstein" (2006.)
- "Kupusići" (2006.)

## Vanjske poveznice
- Maja Katić u internetskoj bazi filmova IMDb-u (engl.)